# ميا ألفار
ميا ألفار هي كاتِبة فلبينية، ولدت في 1978 في مانيلا في الفلبين.